# Газопереробний завод Perta-Samtan Gas
Газопереробний завод Perta-Samtan Gas — підприємство нафтогазової галузі Індонезії, розташоване на острові Суматра.
Видобутий на родовищах Південної Суматри природний газ транспортується по системі трубопроводів до Палембангу, при цьому в його складі міститься значна кількість гомологів метану, зокрема, близько 4,5% пропану та бутану. Для більш ефективного використання ресурсу вирішили спорудити газопереробний комплекс, для якого обрали технологічну схему із двома рознесеними у просторі майданчиками. Вилучення зріджених вуглеводневих газів (ЗВГ) організували у Прабумуліх, де була можливість працювати із «жирним» (багатим на гомологи метану) природним газом із трубопроводів, які прямують з напрямків Мусі-Барат і Мусі-Тімур. Пропускна здатність майданчика Прабумуліх становить 7,1 млн м3 на добу, при цьому підготований «сухий» газ повертається до трубопроводів, що прямують далі до Палембангу.
Вилучені в Прабумуліх ЗВГ перекачуються по трубопроводу довжиною 90 км до майданчика фракціонування, який розмістили у комплексі НПЗ Палембанг. Після фракціонування отримують пропан-бутанову фракцію (спрямовується до 4 резервуарів загальним обсягом 6 тисяч тонн) та газовий конденсат (передається до резервуара місткістю 25 тисяч барелів). Зі сховища продукція може спрямовуватись на НПЗ, передаватись компанії Dom Gas або відвантажуватись водним транспортом.  
Проєкт, який розпочав роботу у 2013 році, реалізували через спільне підприємство PT Perta-Samtan Gas індонезійська державна компанія Pertamina та південнокорейська Samtan Co., які мають частки 66% та 34% відповідно.